# 池田町 (德島縣)
池田町（日语：／ Ikeda chō */?）是過去位于德島縣西北部的一個町，已於2006年3月1日與三好郡内5町村合併為三好市。

## 歷史
在江戶時代由於周邊山區生產大量菸草，因此位於河谷的此地變成為菸草的集散地，並成為主要的商業發展依據，也因此此地成為三好郡的政治經濟中心，並且駐有德島藩的武士負責德島藩與鄰近其他地區的邊界警衛。

### 年表
- 1889年10月1日：實施町村制，池田町最後的轄區在當時分屬：三好郡池田村、箸藏村、佐馬地村、三繩村。[1]
- 1905年10月1日：池田村改制為池田町。
- 1956年9月30日：箸藏村被併入池田町。
- 1959年3月31日：池田町、三繩村、佐馬地村合併為新設置的池田町。
- 2006年3月1日：池田町與三野町、山城町、井川町、東祖谷山村、西祖谷山村合併為三好市。[2]

### 變遷表
| 1889年10月1日 | 1889年 - 1926年      | 1926年 - 1954年      | 1955年 - 1988年           | 1989年 - 現在             | 現在                      |
| ------------- | -------------------- | -------------------- | ------------------------- | ------------------------- | ------------------------- |
| 三野村        | 1924年1月26日 三野町 | 1924年1月26日 三野町 | 1924年1月26日 三野町      | 2006年3月1日 合併為三好市 | 2006年3月1日 合併為三好市 |
| 箸藏村        | 箸藏村               | 箸藏村               | 1956年9月30日 併入池田町  | 2006年3月1日 合併為三好市 | 2006年3月1日 合併為三好市 |
| 池田村        | 1905年10月1日 池田町 | 1905年10月1日 池田町 | 1905年10月1日 池田町      | 2006年3月1日 合併為三好市 | 2006年3月1日 合併為三好市 |
| 佐馬地村      | 佐馬地村             | 佐馬地村             | 1959年3月31日 併入池田町  | 2006年3月1日 合併為三好市 | 2006年3月1日 合併為三好市 |
| 三繩村        |                      |                      | 1959年3月31日 併入池田町  | 2006年3月1日 合併為三好市 | 2006年3月1日 合併為三好市 |
| 三名村        | 三名村               | 三名村               | 1956年9月30日 併入山城町  | 2006年3月1日 合併為三好市 | 2006年3月1日 合併為三好市 |
| 山城谷村      | 山城谷村             | 山城谷村             | 1956年9月30日 山城町      | 2006年3月1日 合併為三好市 | 2006年3月1日 合併為三好市 |
| 井川村        | 1907年11月1日 辻町   | 1907年11月1日 辻町   | 1959年4月1日 合併為井川町 | 2006年3月1日 合併為三好市 | 2006年3月1日 合併為三好市 |
| 井內谷村      |                      |                      | 1959年4月1日 合併為井川町 | 2006年3月1日 合併為三好市 | 2006年3月1日 合併為三好市 |
| 東祖谷山村    |                      |                      |                           | 2006年3月1日 合併為三好市 | 2006年3月1日 合併為三好市 |
| 西祖谷山村    |                      |                      |                           | 2006年3月1日 合併為三好市 | 2006年3月1日 合併為三好市 |

## 交通

### 鐵路
- 四國旅客鐵道
  - 土讃線：（香川縣三豐市） - 坪尻車站 - 箸藏車站 - （三好町） - （井川町） - 阿波池田車站 - 三繩車站 - （山城町）

|  |  |

### 道路
高速道路
- 德島自動車道：井川池田交流道（位於與井川町的邊界） - 池田休息區 - （愛媛縣四國中央市）

## 觀光資源

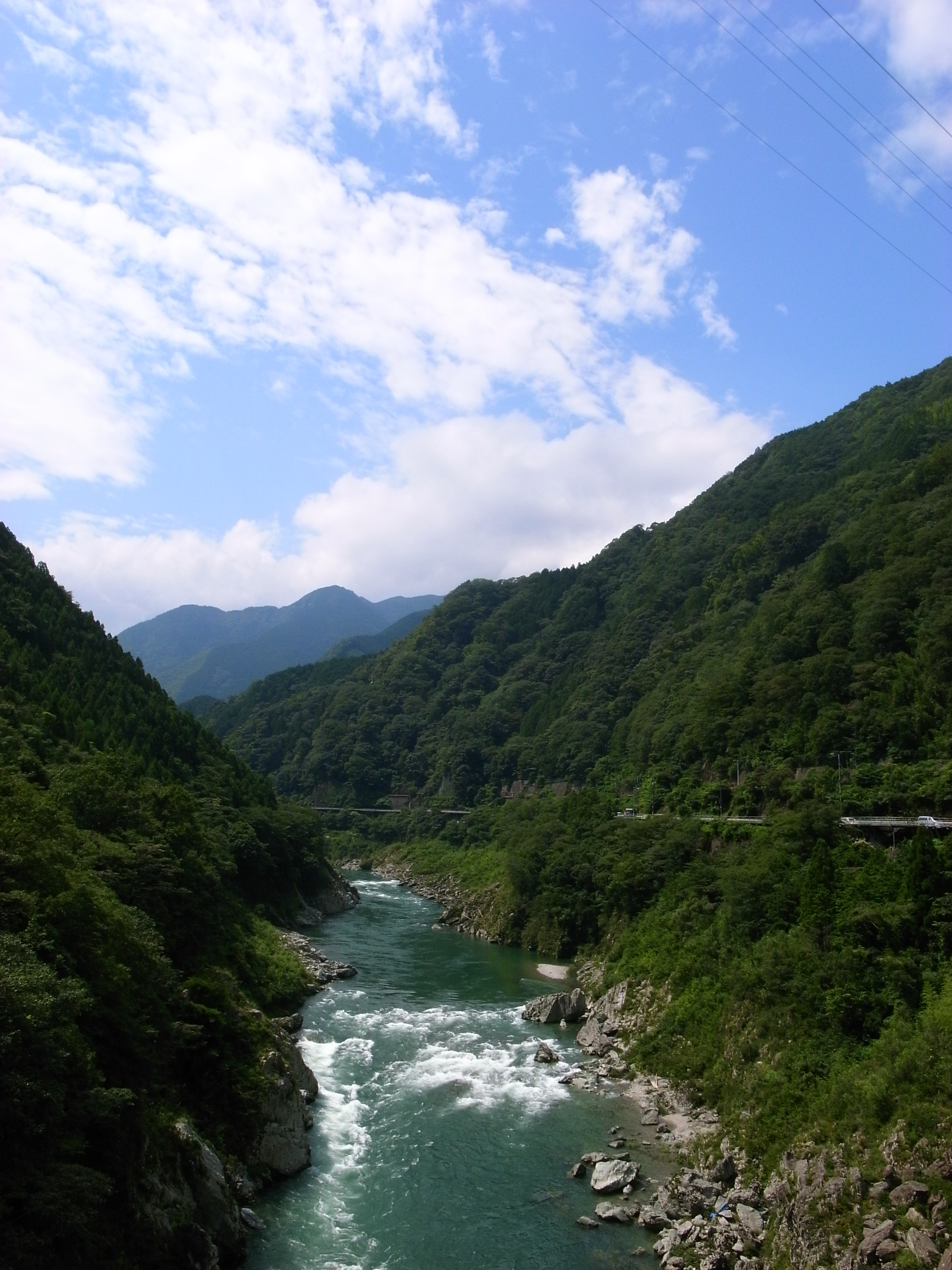
祖谷溪

- 祖谷溪：被列入日本清流百選、德島88景。景。
- 祖谷溫泉
- 黑澤濕原。
- 池田城遺址
- 白地城遺址

## 教育
高等學校
- 德島縣立池田高等學校
- 德島縣立三好高等學校

特殊學校
- 德島縣立國府支援學校池田分校

## 姊妹城市

### 日本
- 池田町（北海道中川郡）
- 池田町（福井縣今立郡）

## 本地出身之名人
- 三好長慶：戰國時代大名。
- 竹葉多重子：飛靶射擊選手。
- 今井ゆうぞう：歌手。
- 山口俊一：眾議院議員。